# Etappenrennen
Als Etappenrennen werden alle Straßenradrennen bezeichnet, bei denen an mehreren Tagen nacheinander einzelne Wettkämpfe – so genannte Etappen – ausgetragen werden, deren Ergebnisse als gefahrene Zeiten in einer Gesamtwertung addiert und damit zusammengefasst werden.
Etappenrennen werden zum Teil auch als Rundfahrten bezeichnet, insbesondere wenn der Startort des ersten Abschnitts und der Zielort des letzten Abschnitts identisch sind oder das Etappenrennen ein bestimmtes Land oder eine bestimmte Region abdecken soll.
Werden dagegen für die Einzelergebnisse Punkte vergeben und addiert oder spielt die Gesamtwertung – auch als Zeitwertung – eine gegenüber den Tageswertungen (z. B. von den Preisgeldern) eher untergeordnete Rolle, so spricht man von einer Rennserie.
Auch in anderen Disziplinen des Radsports werden Etappenrennen ausgetragen, wie im Mountainbikesport z. B. mit dem Bike Transalp und dem Cape Epic, und in anderen Sportarten, wie z. B. dem Rallyesport, der Tour de Ski im Skilanglauf und Wettfahrten von Heißluftballons.

## Geschichte
Nachdem zum Ende des 19. Jahrhunderts immer längere Eintagesrennen ausgetragen wurden, die die Radrennfahrer zunehmend überforderten (etwa ab 1891 Paris-Brest-Paris über 1200 km), ermöglichte erst die Idee eines Etappenrennens den sinnvollen Einsatz größerer Strecken. Als erstes Etappenrennen der Welt wurde 1903 die Tour de France ins Leben gerufen. Nach dem Vorbild der Tour wurden wenige Jahre später auch in Belgien (ab 1908) und Italien (mit dem Giro d’Italia, ab 1909) Landesrundfahrten eingeführt. Die Tour de France zählt mit dem Giro d’Italia und der 1935 erstmals ausgetragenen Vuelta a España zu den dreiwöchigen Landesrundfahrten, den „Grand Tours“.

## Reglement im Straßenradsport
Der Weltradsportverband UCI legt für internationale Etappenrennen im Straßenradsport ein verbindliches Reglement fest. Dies bestimmt unter anderem Folgendes:
- Etappenrennen dauern mindestens zwei Tage und können aus Straßenrennen, die wie Eintagesrennen bestritten werden, Einzel- und Mannschaftszeitfahren bestehen; nicht aber aus Kriterien und Rundstreckenrennen.
- Ein Etappenrennen wird ausschließlich von Radsportteams bestritten.
- Die Gesamtwertung ist eine Einzelwertung nach Zeit. Diese ergibt sich aus der Addition der Etappenzeiten eingedenk der Zeitgutschriften (siehe unten). Für die Ermittlung der Etappenzeiten sind die Ein-Sekunden-Regel und die Drei-Kilometer-Regel maßgeblich (siehe unten). Dabei werden nur volle Sekunden gezählt. Nur im Falle einer Zeitgleichheit zählen zunächst die Sekundenbruchteile der Einzelzeitfahren, dann die Addition der einzelnen Etappenplatzierungen und schließlich die Platzierung auf der zuletzt gefahrenen Etappe. Fällt ein Fahrer während eines Mannschaftszeitfahrens zurück, so entscheidet das Sonderreglement der Veranstaltung, ob ihm dieselbe Zeit wie dem Rest des Teams gutgeschrieben wird. Der Führende der Gesamtwertung ist mit einem gesonderten Trikot zu kennzeichnen (etwa das „Gelbe Trikot“).
- In internationalen Männer-Etappenrennen ist auch eine Teamwertung nach Zeit verbindlich. Diese ergibt sich aus der Addition der Zeiten der jeweils drei schnellsten Fahrer eines Teams auf jeder Etappe.
- Das Sonderreglement des Veranstalters kann weitere Wertungen auf sportlicher Basis vorsehen (z. B. Punkte-, Berg-, Sprint-, Nachwuchs- oder Teamwertung nach Punkten). Abhängig von der Klassifizierung des Rennens kann der Veranstalter maximal drei bis fünf weitere Führungstrikots für Sonderwertungen vergeben.
- Das Sonderreglement des Veranstalters legt die maximal zulässige Zeit auf den einzelnen Etappen abhängig von der Charakteristik (Zeitfahren, Bergetappe, Flachetappe) der Etappe fest. Überschreitet ein Fahrer diese Karenzzeit – meist ein prozentualer Zuschlag auf die Zeit des Siegers – so darf er bei der nächsten Etappe nicht starten. Bei außergewöhnlichen Umständen (etwa Unwetter) kann die Jury eine Ausnahmeregelung treffen.
- Das Etappenrennen kann statt einer Etappe mit einem Prolog beginnen, der als kurzes Einzelzeitfahren ausgetragen wird.
- Etappenrennen über zehn Renntage müssen mindestens einen Ruhetag haben, dreiwöchige Rundfahrten („Grand Tours“) mindestens zwei.

Für nationale Etappenrennen können die nationalen Verbände abweichende Regelungen treffen.

### Zeitgutschriften
Das Sonderreglement des Veranstalters kann vorsehen, dass bei speziellen Zwischensprints und am Etappenziel Zeitgutschriften für die Gesamtwertung vergeben werden. Dabei sind die folgenden Gutschriften für die ersten drei Fahrer zulässig:
- 10, 6 und 4 Sekunden am Etappenziel (6, 4 und 2 Sekunden bei Halbetappen);
- 3, 2 und 1 Sekunde bei Bonussprints.

Pro Etappe kann es bis zu drei Bonussprints geben; gibt es nur einen, so kann der Veranstalter die Bonifikation auf 6, 4 und 2 Sekunden verdoppeln. Bei Halbetappen ist nur jedoch nur ein einfach gewerteter Bonussprint zulässig.
Zeitgutschriften gehen nicht in die Mannschaftswertung ein. Bei Einzel- oder Mannschaftszeitfahren werden keine Zeitgutschriften vergeben.

### Ein-Sekunden-Regel
Eine Gruppe von Fahrern, die gemeinsam im Ziel eintrifft, erhält dieselbe Etappenzeit angerechnet. Dafür ist der Zeitpunkt maßgeblich, zu dem der erste Fahrer der Gruppe die Ziellinie überfährt. Eine neue Gruppe beginnt, sobald zwei Fahrer mehr als eine Sekunde auseinanderliegen, gemessen zwischen dem letzten Hinterrad einer Gruppe und dem ersten Vorderrad der folgenden Gruppe.
In Absprache mit der UCI kann das Sonderreglement der Veranstaltung Etappen bestimmen, auf denen mit einer Sprintankunft gerechnet wird. In diesen darf der Abstand zwischen Gruppen statt einer bis zu drei Sekunden betragen. Gruppen oder einzelne Fahrer, die sich zuvor klar vom Feld gelöst haben (Ausreißergruppen), profitieren jedoch weiter von der Ein-Sekunden-Regel.
Die Drei-Sekunden-Regel für Sprints wurde 2017 zunächst bei der Tour de Suisse und der Tour de France getestet und ab 2018 generell in Form eines Sonderreglements zugelassen. Diese Reform ermöglichte es nicht am Sprint beteiligten Fahrern, Abstand zu wahren, ohne einen Zeitverlust befürchten zu müssen, und sollte so für mehr Sicherheit sorgen. 2025 wurde eine neue Version des Sprintprotokolls eingeführt, die unter anderem die Sonderregelung für Ausreißergruppen vorsah.

### Drei-Kilometer-Regel
Wird ein Fahrer auf den letzten drei Kilometern einer Etappe durch Ereignisse aufgehalten, die außerhalb seiner Kraft liegen, so erhält er die Zeit der Gruppe, in der er sich zuvor befand. Als solche Ereignisse gelten ein Defekt oder ein Sturz mehrerer Fahrer. Die Etappenplatzierung der so aufgehaltenen Fahrer wird dennoch gemäß ihrer Zielankunft bestimmt. Es kann daher in Ausnahmefällen vorkommen, dass Fahrer mit hinterer Etappenplatzierung eine bessere Zeit aufweisen als vor ihnen platzierte Fahrer.
Die Drei-Kilometer-Regel gilt nicht bei Bergankünften und in Einzelzeitfahren. Bei Mannschaftszeitfahren gilt eine analoge Ein-Kilometer-Regel. Der Veranstalter eines Etappenrennens kann in Absprache mit der UCI Etappen benennen, bei denen mit einer Sprintankunft gerechnet wird. Der dann „Sprintzone“ genannte Bereich, in dem Fahrer vor Zeitverlust durch Stürze oder Defekte geschützt sind, kann in diesen Etappen auf bis zu fünf Kilometer vor dem Ziel ausgedehnt werden.
Diese Regelungen werden auf einen Zwischenfall mit Eddy Merckx zurückgeführt, der 1972 im Rennen Paris–Nizza geschah. Sie galten bis 2005 nur innerhalb der Flamme rouge, also auf dem letzten Rennkilometer. Im Rahmen der Tour de France 2024 wurde die Einführung erweiterter Sprintzonen getestet; bereits zuvor waren solche Maßnahmen in Ausnahmefällen gebilligt worden. Seit Anfang 2025 kann die Fünf-Kilometer-Sprintzone in allen Etappenrennen Anwendung finden. Ziel war auch hier, das Fahrerfeld während der Sprints zu entzerren und so für mehr Sicherheit zu sorgen. Fahrer, die allein und ohne Fremdeinfluss stürzen, sind seit 2025 allerdings nicht mehr durch die Drei- oder Fünf-Kilometer-Regel geschützt.

## Reglement im Mountainbikesport
Für Mountainbike-Etappenrennen gibt es freiere Regeln. So können hier nicht nur Radsportteams, sondern auch Einzelstarter teilnehmen, wie etwa bei der Bike Transalp. Einige Rennen wie das Cape Epic werden von Zweierteams bestritten, die stets zusammenbleiben müssen.

## Wichtige Etappenrennen

### Grand Tours
Das bei weitem berühmteste und älteste Etappenrennen und Radsportereignis überhaupt ist die 1903 ins Leben gerufene und seitdem jährlich im Juli ausgetragene Tour de France. Neben der Tour de France werden auch der Giro d’Italia (im Mai, seit 1909) und die Vuelta a España (im September, seit 1935) zu den „großen Rundfahrten“ (frz. Grands Tours, engl. Grand Tours) gezählt. Diese dürfen als einzige Etappenrennen eine Dauer von drei Wochen haben. Ihre Länge ist auf 3500 km begrenzt.

### Weitere Männer-Etappenrennen
Weitere wichtige Etappenrennen für Männer sind in der UCI WorldTour (2005 bis 2010: UCI ProTour) zusammengefasst. Unterhalb der ProTour etablierte die UCI im Jahre 2005 die UCI Continental Circuits (UCI Africa Tour, UCI America Tour, UCI Asia Tour, UCI Europe Tour und UCI Oceania Tour) u. a. mit weiteren internationalen Etappenrennen und 2020 zwischen WorldTour und den kontinentalen Kalendern die UCI ProSeries. Zu allen diesen Rennserien gehören neben Etappen- auch Eintagesrennen.

### Frauen-Etappenrennen
Erste Versuche, eine Tour de France für Frauen zu etablieren, gab es 1955 und dann erneut in den 1980er und 1990er Jahren, konnten sich aber nicht halten (siehe Tour de France féminin und Grande Boucle Féminine). Mit der fortschreitenden Professionalisierung des Frauenradrennsports, speziell seit den 2010er Jahren, gibt es inzwischen jedoch eine Reihe hochklassiger Frauen-Etappenrennen. Das traditionsreichste unter diesen ist der seit 1988 ausgetragene Giro d’Italia Femminile. Seit 2022 (Tour de France Femmes) bzw. 2023 (La Vuelta Femenina) haben die drei großen Landesrundfahrten der Männer Äquivalente im Frauenradsport, die allerdings auf gut eine Woche Dauer beschränkt sind. In der 2016 gegründeten UCI Women’s WorldTour finden sich mit Stand 2025 neun weitere Etappenrennen auf höchstem Niveau. Die seit 1986 organisierte Internationale Thüringen-Rundfahrt der Frauen wurde 2025 eingestellt, nachdem die Thüringer Landesregierung ihre finanzielle Unterstützung eingestellt hatte.